# Moldoveni (Ialomița)
Moldoveni is een Roemeense gemeente in het district Ialomița.
Moldoveni telt 1367 inwoners.